# 置き傘
置き傘（おきがさ）とは、突然の雨に備えて施設の玄関などの傘立てに置いた傘のこと。
学校や職場など、毎日通うところに傘の持ち主が置いておくことを指す他、公共施設などで利用者のサービスの一環として置かれている傘を指すこともある。後者の置き傘は貸し傘ともいわれる。江戸時代の呉服屋であった三井が「ふるまい傘」として店先に置いた話が有名である。
置き傘が使われるのは、朝は雨が降っておらず、天気予報も見ていなく、傘を持って行かなかった時のみであるため、使われる機会のないまま、置き傘の存在やどれが自分のものであるかを忘れ、持ち主不明状態の傘や、傘の入れ替わりが生じることも多い。
| サブスタブ | この項目は、まだ閲覧者の調べものの参照としては役立たない、書きかけの項目です。この項目を加筆・訂正などしてくださる協力者を求めています。このテンプレートは分野別のサブスタブテンプレートやスタブテンプレート（Wikipedia:分野別のスタブテンプレート参照）に変更することが望まれています。 |